# Beas de Segura
Beas de Segura és un municipi de la província de Jaén (Espanya), pertanyent a la comarca de Sierra de Segura. Segons fonts de l'INE, el 2006 tenia 5.467 habitants.
Part del seu terme municipal es troba dins del Parc Natural de la Serra de Cazorla. Pertanyen també al municipi les pedanies de La Cañada Catena, Cuevas de Ambrosio i Prados de Armijo. Arroyo del Ojanco també pertanyia a aquest municipi, fins a la seva segregació el 2001.
L'any 2002 el municipi es va agermanar amb Roses, vila empordanesa que va rebre molta població natural de Beas de Segura a la segona meitat del segle xx.